# Priolepis compita
Priolepis compita és una espècie de peix de la família dels gòbids i de l'ordre dels perciformes.

## Morfologia
Els mascles poden assolir els 2,5 cm de longitud total.

## Distribució geogràfica
Es troba des de Sodwana Bay (Sud-àfrica) fins a les Illes Marqueses.